# Porto Murtinho (ort)
Porto Murtinho är en ort i Brasilien.   Den ligger i kommunen Porto Murtinho och delstaten Mato Grosso do Sul, i den södra delen av landet, 1 200 km sydväst om huvudstaden Brasília. Porto Murtinho ligger 79 meter över havet och antalet invånare är 12 667.
Terrängen runt Porto Murtinho är mycket platt. Det finns inga andra samhällen i närheten.
I omgivningarna runt Porto Murtinho växer huvudsakligen savannskog. Trakten runt Porto Murtinho är nära nog obefolkad, med mindre än två invånare per kvadratkilometer.